# Černý rybník (Kost)
Černý rybník je rybník o rozloze vodní plochy 0,58 ha nalézající se na bezejmenném potoce, přítoku říčky Klenice na katastru obce Podkost v okrese Mladá Boleslav. Rybník leží u hradu Kost. Podél rybníka vedou červená turistická značka spojující hrad Kost s Příhrazskými skalami. 
Rybník je součástí rybniční soustavy nalézající se mezi Střehomí a hradem Kost sestávající z  Oborského rybníka, Bílého rybníka, Černého rybníka  a rybníka Partoťák využívané pro chov ryb.
Název je odvozen od barvy vody, jejíž příznačně černá barva je dána přítokem z rašeliniště.

## Galerie

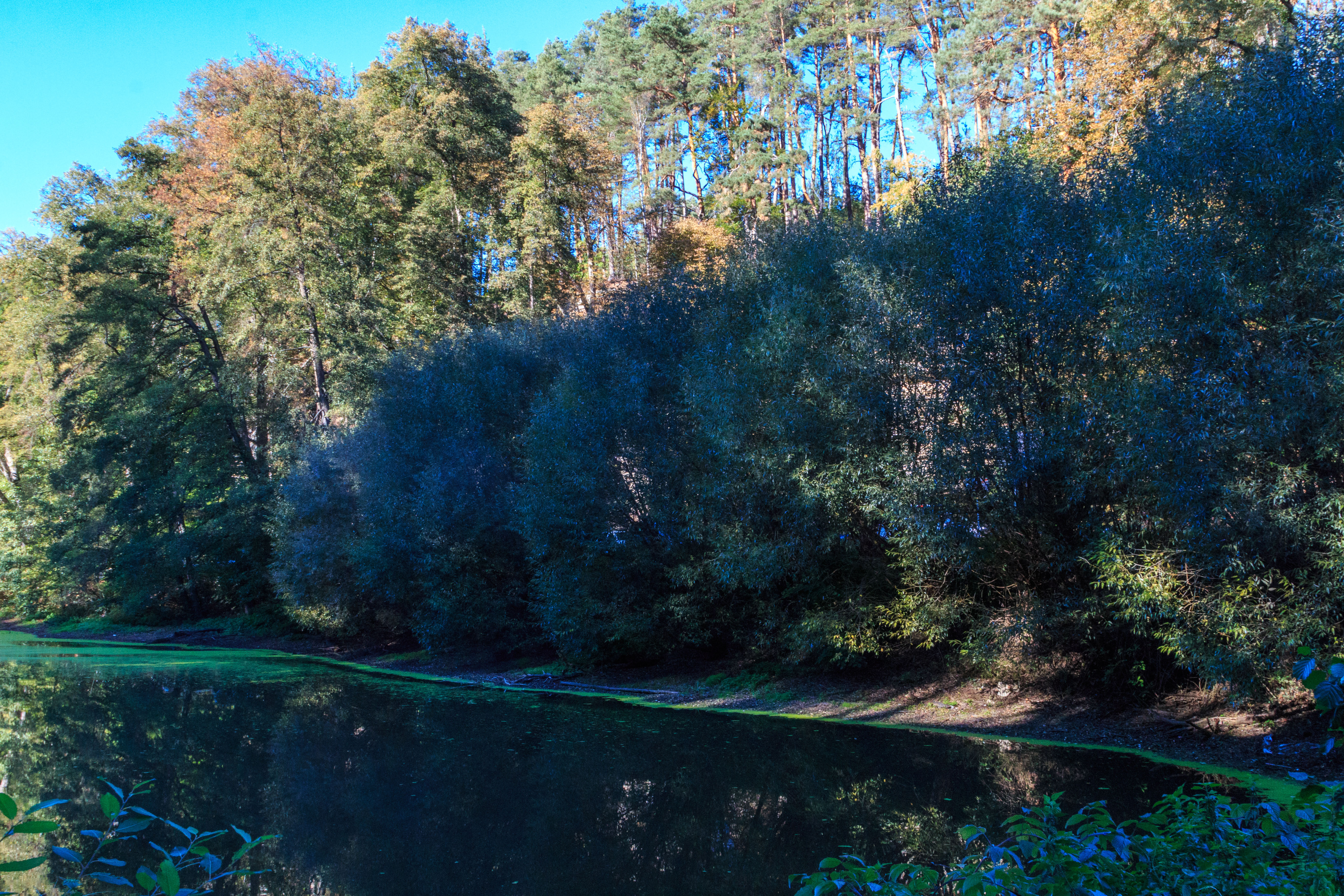
pohled na Černý rybník v údolí Plakánek
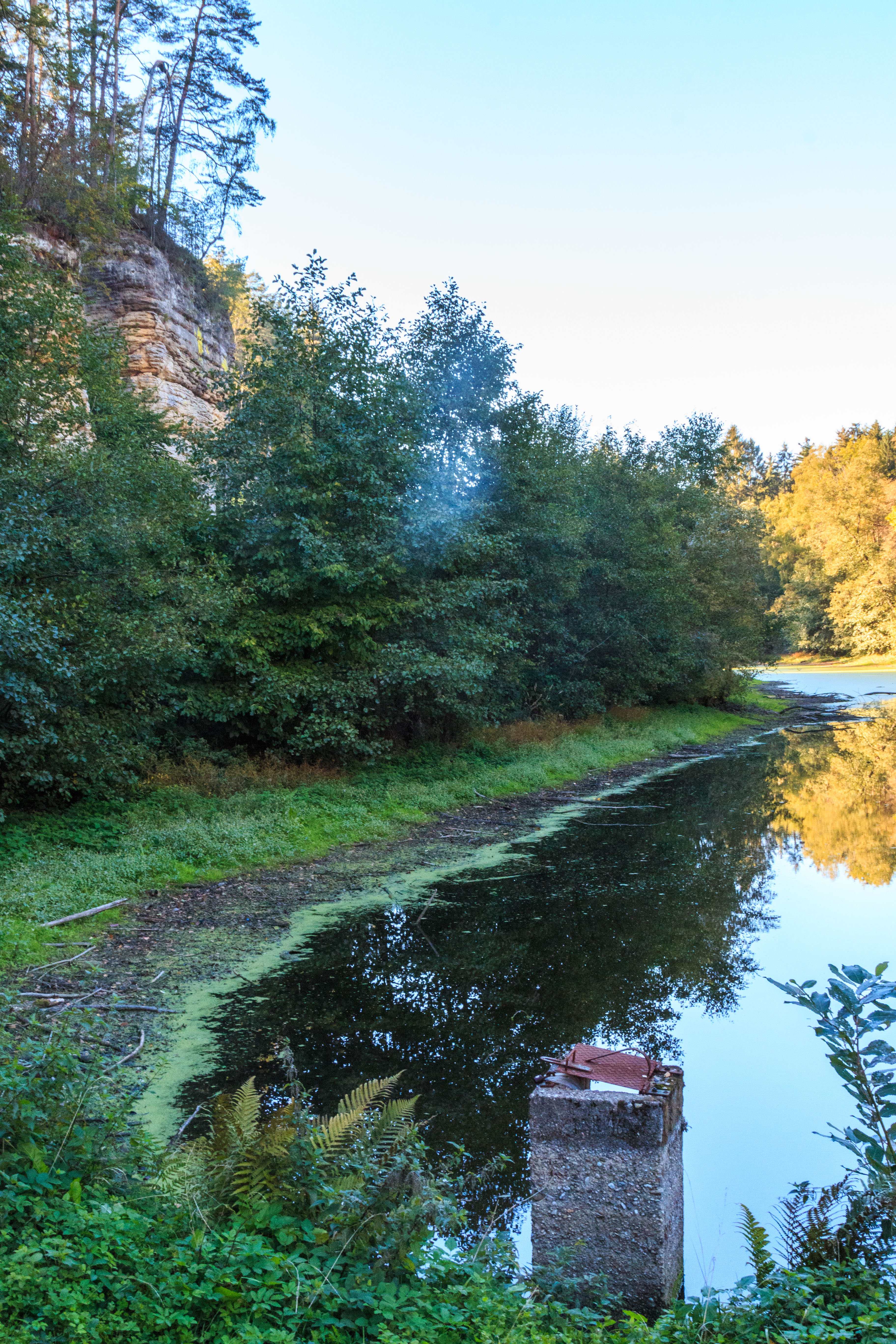
pohled na Černý rybník v údolí Plakánek
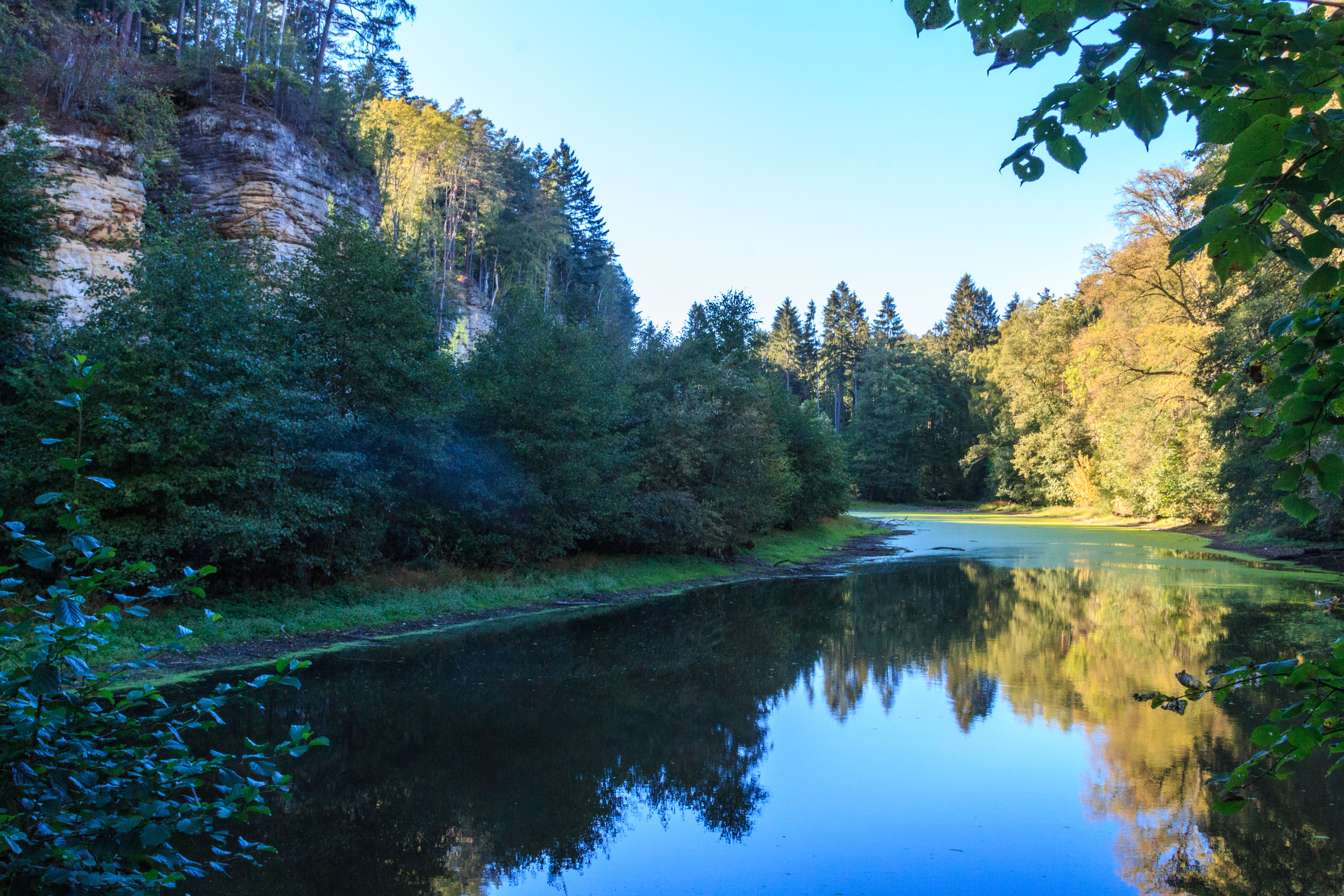
pohled na Černý rybník v údolí Plakánek